# Juncus orthophyllus
Juncus orthophyllus är en tågväxtart som beskrevs av Frederick Vernon Coville. Juncus orthophyllus ingår i släktet tåg, och familjen tågväxter. Inga underarter finns listade i Catalogue of Life.